# Deepcar

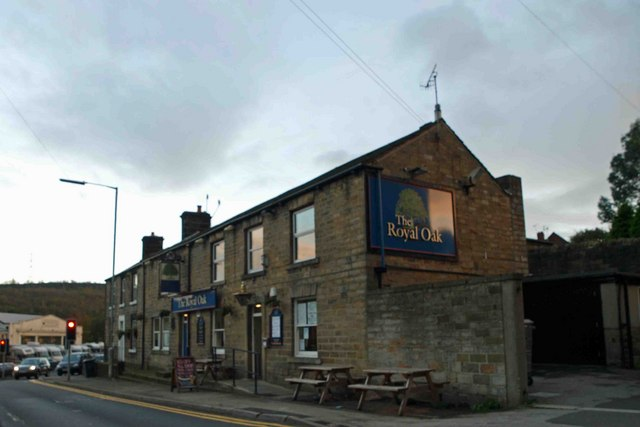
Pub in het centrum van Deepcar anno 2008

Deepcar is een klein dorpje ten noordwesten van Sheffield, op ongeveer 11 kilometer van het stadscentrum verwijderd. Het bevindt zich ten oosten van het stadje Stocksbridge, dat deel uitmaakt van Groot-Sheffield. Ten oosten van Deepcar ligt het bos Wharncliffe Wood, dat de rechteroever van de Don zuidwaarts volgt tot Oughtibridge. De A6102 volgt vanaf Deepcar eveneens de loop van de Don en leidt zuidwaarts naar Wharncliffe Side. Vanuit het westen stroomt hier de Little Don, die in Deepcar in de Don uitmondt. Deepcar ligt in de civil parish Stocksbridge en is er steeds nauw mee verbonden geweest.

## Geschiedenis
In 1962 werden in het woud te Deepcar restanten van een 7000 jaar oude nederzetting uit wellicht de Maglemosecultuur aangetroffen. Langs de rivier zijn tevens sporen aangetroffen die op de aanwezigheid van Romeinen wijzen. Deepcar ontwikkelde zich waarschijnlijk op dezelfde wijze als Stocksbridge en Oughtibridge, namelijk als kleinschalige landbouwgemeenschap tot aan de Industriële revolutie. In 1805 werd de eerste weg tussen Stocksbridge en Deepcar aangelegd. Toen Oughtibridge, ten zuiden van Deepcar, naar het eind van de 18de eeuw toe tot een nijverheidscentrum begon uit te groeien, kwam in Stocksbridge in het noorden eveneens de industrie op gang; het lag dus voor de hand dat beide kernen door een spoorlijn verbonden zouden worden. De Sheffield, Ashton-under-Lyne and Manchester Railway opende de stations van Oughtibridge en Deepcar op dezelfde dag, namelijk 14 juli 1845. Het oude station Deepcar sloot gelijktijdig met dat van Oughtibridge de deuren op 15 juni 1959, en is thans een privéwoning.
In de late 19de eeuw telde Deepcar meerdere kleine fabrieken, waaronder een bakstenenfabriek die exact honderd jaar bestaan heeft: van 1891 tot 1991.
Industrieel Samuel Fox, uitvinder van het moderne regenscherm, opende te Stocksbridge een staalfabriek, Samuel Fox and Company. Om aansluiting op de Manchester, Sheffield and Lincolnshire Railway te hebben, liet hij in 1876 een eigen spoorwegmaatschappij stichten, die Stocksbridge op laatstgenoemde lijn liet aansluiten te Deepcar. Deze maatschappij stond bekend als de Stocksbridge Railway en bleef tot 1992 afhankelijk van de staalfabriek, ook nadat die anno 1967 tot British Steel genationaliseerd werd. Van 1877 tot 1931 werden eveneens passagiers vanuit Deepcar vervoerd. Anno 2014 is de lijn nog voor het vervoer van schroot in gebruik.
In Deepcar bevindt zich een parkje dat ‘Fox Glen’ heet en door de nazaten van Samuel Fox in 1911 aan de gemeenschap werd geschonken ter gelegenheid van de kroning van Koning George V. Het dorpje telt drie pubs en heeft een eigen blaaskapel.